# Матиев, Руслан Абдурахманович
Руслан Абдурахманович Матиев (1971, Махачкала, Дагестанская АССР, РСФСР, СССР) — российский спортсмен, специализируется по ушу. 

## Спортивная карьера
Ушу-саньда начал заниматься с 1989 года в махачкалинском спортивном клубе «Тарки-Тау». Тренер Магомедкамиль Рабаданов. В 1990 году стал серебряным призёром чемпионата СССР, а через год победителем чемпионата РСФСР. В 1993 году выиграл Кубок России и Европы. В Бежте функционирует спортивный клуб по ушу-саньда имени Руслана Матиева. В сентябре 1994 года в Мюнхене стал чемпионом Европы.

## Спортивные достижения
- Чемпионат СССР по ушу-саньда 1990 — ;
- Чемпионат РСФСР по ушу-саньда 1991 — ;
- Кубок России по ушу-саньда 1993 — ;
- Кубок Европы по ушу-саньда 1993 — ;
- Чемпионат мира по ушу-саньда 1993 — ;
- Чемпионат Европы по ушу-саньда 1994 — ;

## Личная жизнь
В 1988 году окончил среднюю школу № 25 в Махачкале. Является выходцем из Бежтинского участка Дагестана.